# Falaise Duclos-Guyot
La falaise Duclos-Guyot est le nom donné au sommet couvert de glace s'élevant à 1 800 m situé à l'extrémité sud de l'Urda Ridge (en) sur l'île Clarence dans les îles Shetland du Sud en Antarctique.
La falaise présente des versants sud escarpés et en partie libres de glace et surmonte le glacier Skaplizo à l'ouest et le glacier Dobrodan au nord-est.

## Géographie
Elle se trouve à 2,9 km au nord-ouest du cap Bowles, à 5,6 km à l'est de Craggy Point (en) et à 2,4 km au sud du mont Irving. 

## Histoire
Le sommet porte le nom du marin français Nicolas-Pierre Duclos-Guyot, commandant en second sous Louis Antoine de Bougainville lors de la première circumnavigation française du monde, qui a navigué dans les eaux de l'Antarctique à bord du navire espagnol León en 1756.